# Florea Văetuș
Florea Văetuș (* 23. November 1956 in Hunedoara) ist ein ehemaliger rumänischer Fußballspieler. Er bestritt 308 Spiele in der Divizia A, der höchsten rumänischen Fußballliga.

## Karriere

### Verein
Die Karriere von Văetuș begann im Jahr 1975 bei Victoria Călan unweit seiner Heimatstadt Hunedoara, ein Jahr später wechselte er zum Ligakonkurrenten Mureșul Deva. Zu Beginn des Jahres 1977 schaffte er den Sprung zu Corvinul Hunedoara in die Divizia A. Dort entwickelte er sich an der Seite von Mircea Lucescu zur Stammkraft im Sturm, musste aber am Ende der Saison 1978/79 mit seiner Mannschaft in die Divizia B absteigen. Dort sicherte er seinem Klub mit 15 Toren den direkten Wiederaufstieg. Im Oberhaus startete das Team von Trainer Lucescu durch und schloss die Spielzeit 1980/81 auf dem sechsten Platz ab. In der Winterpause 1981/82 verließ er den Klub zu Dinamo Bukarest, wo er am Saisonende das Double aus Meisterschaft und Pokalerfolg gewinnen konnte. Mit der Meisterschaft 1983 konnte er einen Titel verteidigen.
Im Sommer 1983 kehrte Văetuș zu Corvinul zurück. Mit dem Verein konnte er nicht an frühere Erfolge anknüpfen und schloss die folgenden Spielzeiten im Mittelfeld der Divizia A ab. Im Jahr 1988 beendete er seine Karriere. In der Saison 1990/91 kehrte er für eine Spielzeit beim Zweitligisten Metalurgistul Cugir zurück.

### Nationalmannschaft
Văetuș bestritt sieben Spiele für die rumänische Nationalmannschaft. Er debütierte am 1. Mai 1982 unter seinem früheren Vereinstrainer Mircea Lucescu im EM-Qualifikationsspiel gegen Zypern, als er in der Startaufstellung stand und sein Team mit seinem einzigen Länderspieltor in Führung schießen konnte. Nach zwei Einsätzen gegen Japan im Juli 1982 wurde er fast ein Jahr nicht berücksichtigt. In der zweiten Jahreshälfte 1983 kam er nur in Freundschaftsspielen zum Einsatz. Am 11. April 1984 kam er gegen Israel zum letzten Male zum Einsatz.

## Erfolge
- Rumänischer Meister: 1982, 1983
- Rumänischer Pokalsieger: 1982